# Хутір Московське
Московське — колишній хутір Чигиринського району Черкаської області. Зник у другій половині ХХ століття.
Назва Московське пов'язувалася з тим, що тут жили люди, які колись були в москалях. По закінченю служби їм надавалися землі біля села Тарасо-Григорівка. На свій розквіт хутір налічував одну вуличку і півтора десятки хатин. Тут же був свій млин.